# Drapeau blanc (album)
Pour les articles homonymes, voir Drapeau blanc et Le Drapeau blanc.
Albums de Benab
Au clair de la rue
(2021)
Singles
1. 6 coups
Sortie : 5 mai 2023

Drapeau blanc est le troisième album studio du rappeur et chanteur français Benab sorti le 16 juin 2023.

## Liste des pistes
| Édition standard | Édition standard       | Édition standard     | Édition standard    | Édition standard | Édition standard | Édition standard | Édition standard | Édition standard | Édition standard |
| No               | Titre                  | Auteur               | Compositeur(s)      | Durée            |                  |                  |                  |                  |                  |
| ---------------- | ---------------------- | -------------------- | ------------------- | ---------------- | ---------------- | ---------------- | ---------------- | ---------------- | ---------------- |
| 1.               | Drapeau blanc          | Benab                | Prodweiler          | 3:08             |                  |                  |                  |                  |                  |
| 2.               | 6 coups                | Benab                | Bersa               | 2:45             |                  |                  |                  |                  |                  |
| 3.               | Cartelo                | Benab                | Bersa               | 3:08             |                  |                  |                  |                  |                  |
| 4.               | France d'en bas        | Benab                | Big Bou, Hako Beats | 2:44             |                  |                  |                  |                  |                  |
| 5.               | RS5 (feat. Timal)      | Benab, Timal         | Bersa               | 2:56             |                  |                  |                  |                  |                  |
| 6.               | Pupetta                | Benab                | Bersa               | 3:07             |                  |                  |                  |                  |                  |
| 7.               | Loin                   | Benab                | Bersa, Toto Beats   | 2:55             |                  |                  |                  |                  |                  |
| 8.               | Guzman                 | Benab, Sofien Makour | Toto Beats, Skoozy  | 3:10             |                  |                  |                  |                  |                  |
| 9.               | Didi (feat. Naza)      | Benab, Naza          | Bersa               | 2:52             |                  |                  |                  |                  |                  |
| 10.              | Je sais                | Benab                | Bersa               | 2:42             |                  |                  |                  |                  |                  |
| 11.              | Lonely (feat. Lynda)   | Benab, Lynda         | Bersa               | 2:56             |                  |                  |                  |                  |                  |
| 12.              | Ma nana                | Benab                | bash*, Alprod       | 2:31             |                  |                  |                  |                  |                  |
| 13.              | À la muerte, à la vida | Benab                | Nameless, VSO       | 2:54             |                  |                  |                  |                  |                  |
| 14.              | Cœur noir              | Benab                | Bersa               | 3:02             |                  |                  |                  |                  |                  |
| 40:50            |                        |                      |                     |                  |                  |                  |                  |                  |                  |

| Bonus Tracks | Bonus Tracks | Bonus Tracks | Bonus Tracks              | Bonus Tracks | Bonus Tracks | Bonus Tracks | Bonus Tracks | Bonus Tracks | Bonus Tracks |
| No           | Titre        | Auteur       | Compositeur(s)            | Durée        |              |              |              |              |              |
| ------------ | ------------ | ------------ | ------------------------- | ------------ | ------------ | ------------ | ------------ | ------------ | ------------ |
| 15.          | Kappa        | Benab        | Bersa                     | 2:53         |              |              |              |              |              |
| 16.          | Tamien       | Benab        | Miixii Beats, Th4, Dexxis | 2:52         |              |              |              |              |              |
| 17.          | Royal        | Benab        | Bersa                     | 3:01         |              |              |              |              |              |
| 18.          | Luna         | Benab        | Bersa                     | 3:19         |              |              |              |              |              |
| 19.          | Maman savait | Benab        | Bersa                     | 2:58         |              |              |              |              |              |
| 20.          | Beaux jours  | Benab        | Prodweiler                | 3:17         |              |              |              |              |              |
| 18:20        |              |              |                           |              |              |              |              |              |              |

## Clips vidéo
- 6 coups : 5 mai 2023
- RS5 (feat. Timal) : 16 juin 2023
- Didi (feat. Naza) : 30 juin 2023
- Luna : 13 octobre 2023
- Maman savait : 27 novembre 2023
- Beaux jours : 15 décembre 2023

## Accueil

### Classements hebdomadaires
| Classements (2023)           | Meilleure position |
| ---------------------------- | ------------------ |
| France (SNEP)                | 3                  |
| Belgique (Wallonie Ultratop) | 86                 |